# Балтийский дивизион пограничных кораблей
Балтийский дивизион пограничных кораблей (пол. Bałtycki Dywizjon Okrętów Pogranicza), по документам в/ч 3059 (JW 3059) и в/ч 2859 (JW 2859)  — морское подразделение Войск охраны пограничья. Размещалось в Колобжеге.

## История
Приказом Министерства национальной обороны № 055/org. от 20 марта 1948 года в составе 12-й бригады ВОП была образована флотилия быстроходных кораблей в Дарлувко.
Приказом Министерства государственной безопасности № 043/org. от 3 июня 1950 года флотилия была преобразована в морскую флотилию Дарлово (пол. Flotylla Morską Darłowo) по штату 098/2 и получила номер в/ч 3059. В соответствии с приказом того же ведомства № 06/WW от 26 июня 1951 года преобразована в дивизион пограничных кораблей Дарлово (пол. Dywizjon Okrętów Pogranicza Darłowo) по штату 098/7, получив номер в/ч 2859. В последующие годы дивизион неоднократно подвергался преобразованиям.
В самом начале существования в составе дивизиона был только один корабль типа PK-31, с мая 1951 года в его распоряжении было пять кораблей. В соответствии с распоряжением Министерства национальной обороны № 055/org/WW от 1 сентября 1960 года дивизион преобразован по штату 350/5 и переведён в Колобжег. В 1961 году дивизиону присвоен позывной «Батарея» (пол. Bateria).
В 1965 году дивизион по штату 7/60 получил название 32-й дивизион пограничных кораблей (пол. 32 Dywizjon Okrętów Pogranicza) с номером в/ч 3178 и вошёл в подчинение 6-й бригаде пограничных кораблей (пол. 6 Brygada Okrętów Pogranicza).
В соответствии с распоряжением начальника Генерального штаба № 041/org. от 14 марта 1967 года как Балтийский дивизион вошёл в подчинение Морской бригады пограничных кораблей. В 1972 году в соответствии с распоряжением начальника Генерального штаба № 052/org. от 17 сентября 1971 года дивизион был передан в распоряжение ВМС Польши.
Балтийский дивизион Пограничной стражи расформирован 1 января 2000 года.

## Командование дивизиона
- капитан Казимеж Петрушка (май 1951 — 26 февраля 1952)[4]
- майор Владимир Лазарев (26 февраля 1952 — 13 августа 1954)[4]
- капитан Станислав Зайковский (13 августа — 11 ноября 1954)[4]
- капитан Пётр Вырвич (11 ноября 1954 — ?)[4]